# Johann Jakob Scheuchzer
Johann Jakob Scheuchzer (Zurigo, 2 agosto 1672 – Zurigo, 23 luglio 1733) è stato un naturalista e medico svizzero, noto per la sua interpretazione dei fossili, che riteneva vestigia del Diluvio universale. In botanica, la sua abbreviazione ufficiale come autore è J.J. Scheuchzer vedi lista delle abbreviazioni degli autori botanici.

## Biografia

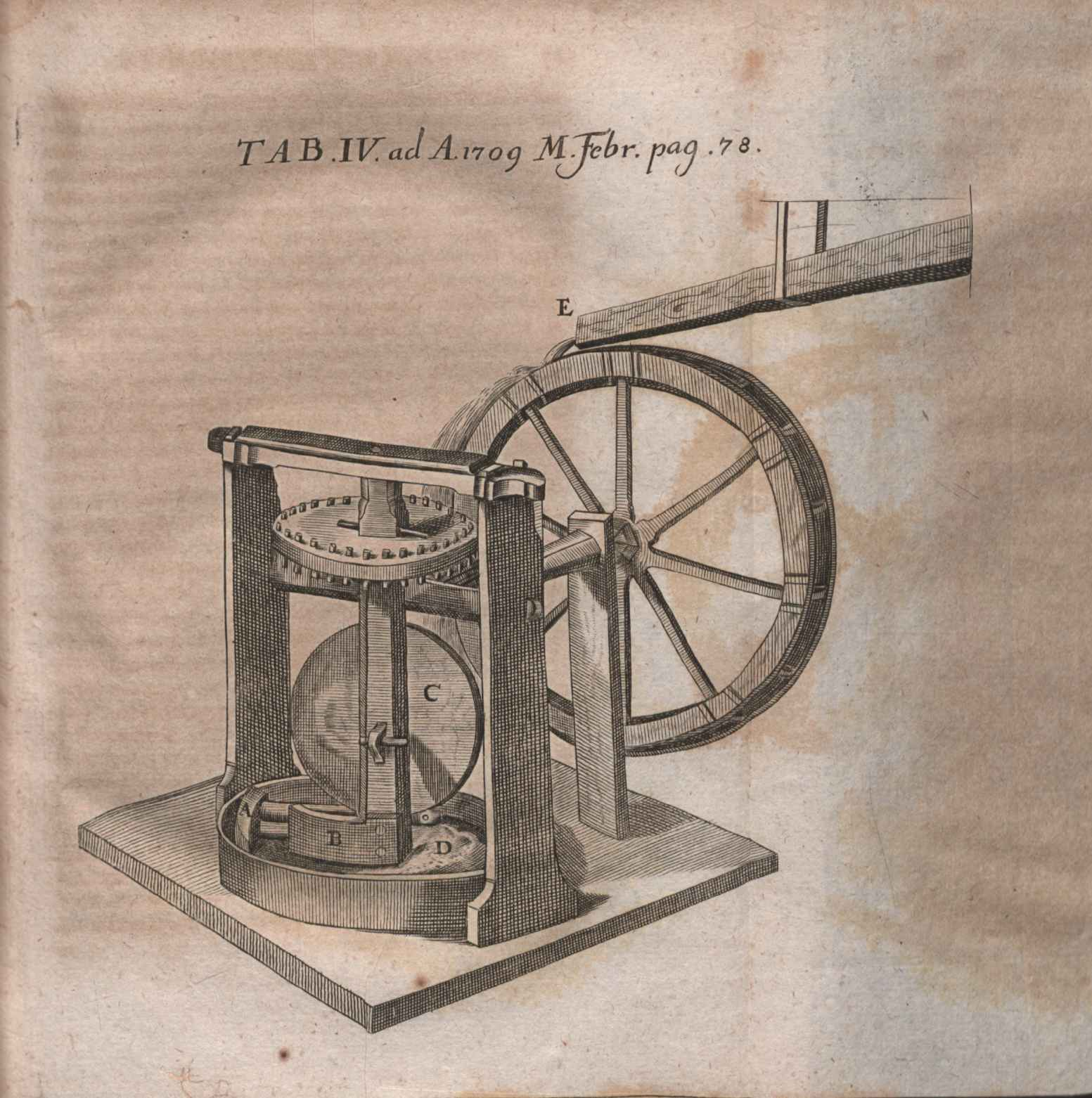
Illustrazione relativa alla recensione de Itinera alpina tria, pubblicata sugli Acta Eruditorum del 1709

Figlio di un medico municipale della città di Zurigo. Concluse i suoi studi di medicina nel 1692 a Altdorf bei Nürnberg, a Utrecht nel 1693 ottenne il dottorato. In quello stesso anno su consiglio di August Quirinus Rivinus, direttore dell'Università di Lipsia, intraprese il suo primo viaggio scientifico sulle Alpi. Dovendo attendere la morte del padre per prendere il suo posto di dottore municipale, lavorò presso le società accademiche e scientifiche della città di Zurigo. Nel 1695  muore Johann Jakob Wagner, medico dell'orfanotrofio della città, autore dell'opera Historia naturalis Helvetiae curiosa e ne assunse la carica. Contemporaneamente prese il posto di direttore della biblioteca municipale e dalla camera d'arte e scienze naturali, in questo ambito svolse le sue ricerche fino al 1714. Tra il 1705 e il 1707 scrisse un riassunto delle sue ricerche Seltsamen Naturgeschichten des Schweizer-Lands wochentliche Erzehlung.
Resta famoso per aver per primo utilizzato un barometro per misurare l'altitudine, invece dei più complicati calcoli trigonometrici utilizzati fino al allora. Vaste e pionieristiche furono le sue ricerche sui cristalli e i fossili dell'arco alpino, in collaborazione con il medico municipale lucernese Moritz Anton Kappeler e il suo allievo Henri Hottinger.

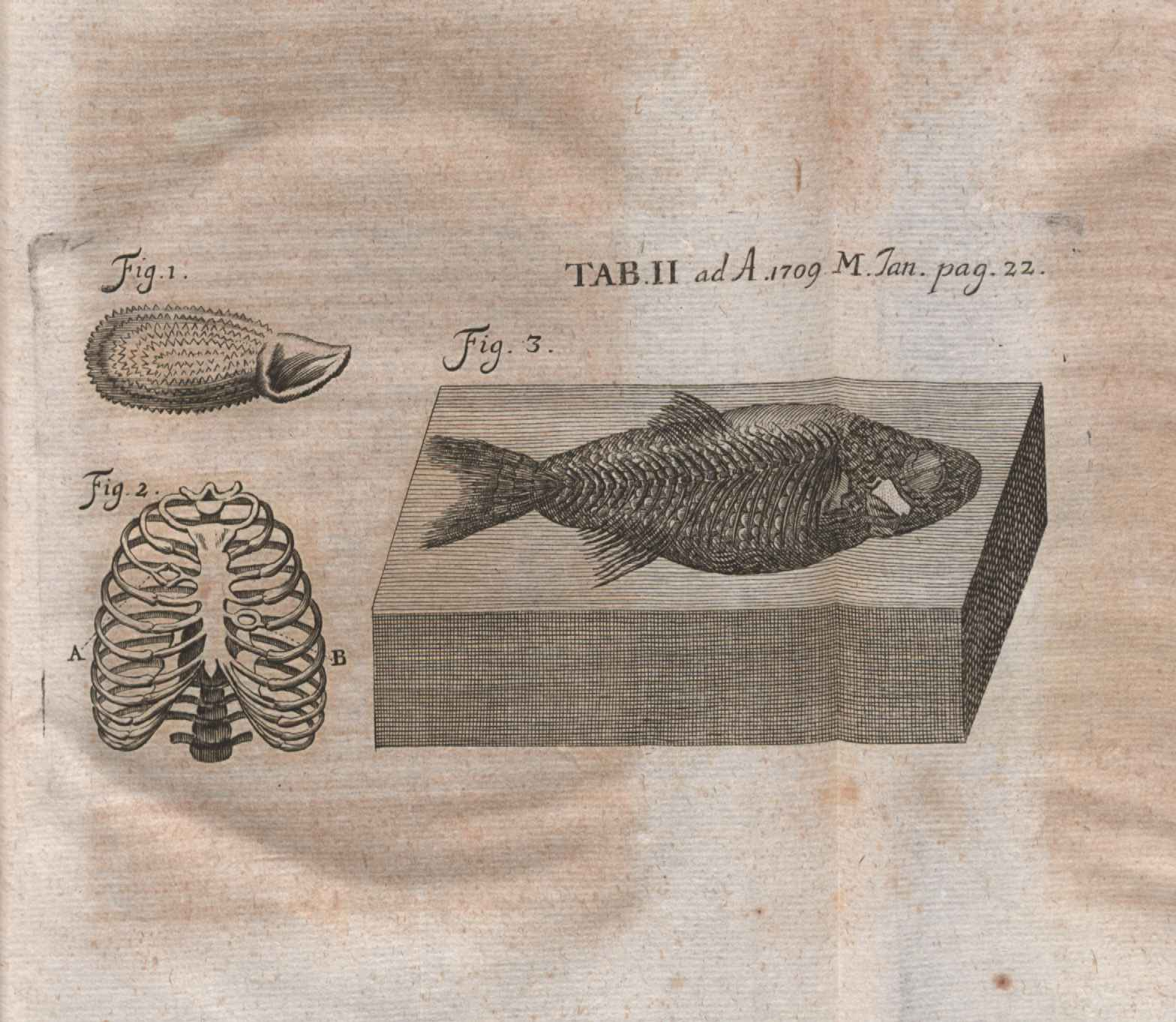
Illustrazione alla recensione de Piscium querelae et vindiciae pubblicato sugli Acta Eruditorum del 1709

## Opere

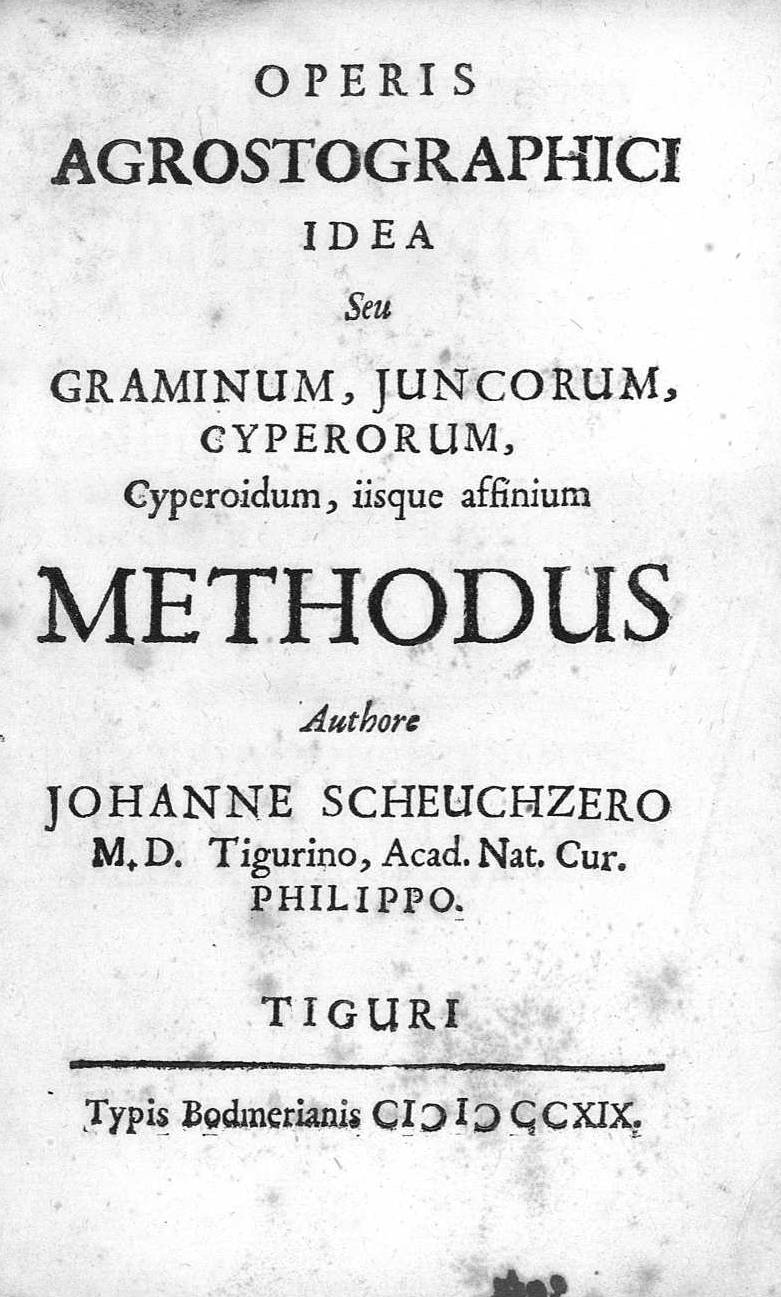
Agrostographia, 1719

- Physica, oder Natur-Wissenschaft, Zürich 1701.
- Specimen lithografiae helveticae, Zürich 1702.
- Beschreibung der Natur-Geschichten des Schweizerlands, Zürich 1706–1708 doi:10.5962/bhl.title.65822.
- Seltsamen Naturgeschichten des Schweizer-Lands wochentliche Erzehlung, Zürich 1707.
- Piscium Querelae et vindiciae, Zürich 1708 doi:10.5962/bhl.title.9145.
- Naturgeschichte des Schweitzer Landes, Zürich 1716.
- (LA) Agrostographia, Zürich, Heinrich Bodmer (2.), 1719.
- Jobi physica sacra, Oder Hiobs Natur-Wissenschafft, vergliechen mit der Heutigen, Zürich 1721.
- Herbarium diluvianum, 1723. doi:10.5962/bhl.title.44483.
- Ouresiphoitēs Helveticus, vol. 1, Pieter van der Aa 1., 1723.
- Ouresiphoitēs Helveticus, vol. 2, Pieter van der Aa 1., 1723.
- Ouresiphoitēs Helveticus, vol. 3, Pieter van der Aa 1., 1723.
- Homo diluvii testis, Zürich 1726.
- Sceleton duorum humanorum petrefactorum pars, ex epistola ad H. Sloane, In Philosophical Transactions of the Royal Society 34, 1728.
- Physica sacra, 4 voll., Augsburg und Ulm 1731–1735.